# Longtian, Fujian
Longtian är en köping i sydöstra Kina. Den ligger i Fuqing i staden Fuzhou i provinsen Fujian, omkring 54 kilometer söder om provinshuvudstaden Fuzhou. Antalet invånare är 111 956. Befolkningen består av 55 540 kvinnor och 56 416 män. Barn under 15 år utgör 17,0 %, vuxna 15-64 år 73 %, och äldre över 65 år 8,0 %.